# Straßenverkehrsbehörde
Die Straßenverkehrsbehörde (kurz StrVB, umgangssprachlich teils auch Verkehrsrechtsbehörde) ist in Deutschland die nach § 44 der nationalen Straßenverkehrs-Ordnung (StVO) durch Landesrecht bestimmte und zur Ausführung und Überwachung der Straßenverkehrs-Ordnung zuständige Verwaltungsbehörde: Ihr obliegt mit der Verkehrsregelungspflicht die Pflicht, Verkehrseinrichtungen und Verkehrszeichen so anzubringen, dass der Verkehr auf öffentlichen Straßen, Wegen und Plätzen gefahrlos, sicher und zügig fließe. 
Die Straßenverkehrsbehörde hat beim Vollzug des Straßenverkehrsrechts eine ordnungsrechtliche Funktion und ist als Ordnungsbehörde ein Teil der öffentlichen Verwaltung.
Die Oberste Straßenverkehrsbehörde ist dabei das durch die jeweils landeseigene Geschäftsordnung bestimmte Ministerium, z. B. das Verkehrs- oder Innenministerium bzw. die Senatsverwaltung; Obere bzw. Höhere Straßenverkehrsbehörde ist das jeweilige Regierungspräsidium, die entspr. Bezirksregierung oder Landesbehörde (auch: Landesamt), wobei in den Stadtstaaten diese Aufgaben auch von einem Polizeipräsidium ausgeübt werden können. Entsprechende Aufgaben können landesgesetzlich auch einer „Unteren Straßenverkehrsbehörde“ bzw. „Unteren Verkehrsrechtsbehörde“ wie einem Landrat oder Bürgermeister zugewiesen werden; insofern kann eine Straßenverkehrsbehörde auf der Verwaltungsebene Teil einer Gemeinde-, Kreis-, Bezirks- oder Landesverwaltung sein.

## Aufgaben
Die Straßenverkehrsbehörde ist zuständig für die Anordnungen von Verkehrszeichen und Straßenmarkierungen (soweit sie von der StVO definiert sind), Verkehrsbeschränkungen wie Geschwindigkeitsbeschränkungen, Umleitungen, Sperren, Einbahnstraße und Lichtzeichenanlagen. Die Aufgaben der Straßenverkehrsbehörde sind beispielsweise:
- Anordnung von Beschilderung und Markierungen an Straßen (Verkehrszeichen)
- Genehmigung von Arbeitsstellen an Straßen (Baustellen)
- Konzessionen für Taxi & Mietwagen (wenn Gemeinde unter 7.500 Einwohner)
- Radsportveranstaltungen, Motorsportveranstaltungen (Oldtimerfahrten, Slalomfahrten, Zeitfahrten)
- Genehmigungen für Schwertransporte, Großraumtransporte und Gefahrguttransporte
- Ausnahmegenehmigungen vom Sonntagsfahrverbot/Feiertagsfahrverbot

## Zuordnung zu anderen Ämtern oder Aufgaben und Abgrenzung
Die Straßenverkehrsbehörde hat damit ordnungsbehördliche Funktionen und ist oft, historisch bedingt, einem kommunalen Ordnungsamt zugeordnet. Nach Verwaltungsreformen ist sie mancherorts organisatorisch nahe mit der Straßenbaubehörde, zum Beispiel dem Tiefbauamt, verbunden, mit der sie häufig zusammen arbeitet, formell aber deutlich von dieser zu unterscheiden.
In Deutschland kann die Kraftfahrzeug-Zulassungsstelle und die Fahrerlaubnisbehörde, umgangssprachlich oft Führerscheinstelle genannt, dem Amt zugeordnet sein, das auch die Aufgabe der  Straßenverkehrsbehörde übernimmt, dies muss aber nicht so sein. Die Zulassung von Personen zum Straßenverkehr, beispielsweise Erteilung bzw. Entzug der Fahrerlaubnissen sind nicht Aufgaben der Straßenverkehrsbehörde im Sinne der deutschen StVO, auch die Zulassung von Fahrzeugen zum Straßenverkehr nicht. Ebenso ist die Erteilung der Erlaubnis zur besonderen Nutzung von Verkehrsflächen (Sondernutzungserlaubnis) nicht originäre Aufgabe der Straßenverkehrsbehörde, sondern wird vom Baulastträger der Straße verwaltet.

## In anderen Ländern
In der Schweiz heißt das Amt Strassenverkehrsamt. Das Amt führt die Motorfahrzeugkontrolle durch und ist für die Fahrberechtigungen zuständig.